# Cataglyphis indicus
Cataglyphis indicus är en myrart som beskrevs av Bohdan Pisarski 1961. Cataglyphis indicus ingår i släktet Cataglyphis och familjen myror. Inga underarter finns listade.